# Shared Source
Shared Source - termin stworzony przez Microsoft, określający podobną do Otwartego Oprogramowania licencję udostępniania kodu źródłowego oprogramowania.

## Lista licencji Shared Source
Do oficjalnych licencji Shared Source (wydanych przez Microsoft) należą: Microsoft Public License (Ms-PL), Microsoft Reciprocal License (Ms-RL), Microsoft Limited Reciprocal License (Ms-LRL) i Microsoft Reference License.

## Różnice z Open Source
Zgodnie z Shared Source, kod źródłowy udostępnia się razem z oprogramowaniem. Różnica w stosunku do Open Source polega na tym, że tu autorzy zachowują ścisłą kontrolę nad korzystaniem z tego kodu, np. wiele licencji Shared Source dopuszcza wyłącznie użytek akademicki czy niekomercyjny.

## Dyskusja o sensowności Shared Source

### Zalety
Zdaniem twórców Shared Source to krok naprzód od programowania, w którym wyłącznie twórca ma dostęp do źródła, a użytkownik dostaje gotowy produkt. Kod udostępnia się użytkownikom, a oni mogą pracować nad jego doskonaleniem i rozwojem.

### Wady
Shared source ma jednak sporo przeciwników, mówiących, że to przychodzi za późno i daje zbyt mało w porównaniu do już rozwiniętego ruchu FLOSS. Wielu sceptyków przychyla się też do zdania, że Shared Source ma posłużyć nie tylko rozwojowi i doskonaleniu oprogramowania, ale też pozyskiwaniu talentów i potencjalnych konkurentów przez wielkie korporacje.

## Rotor Programming
Jednym z najgłośniejszych programów objętych licencją shared source jest Rotor Programming, środowisko Microsoft .NET CLI. Kod źródłowy jest powszechnie dostępny, ale licencja wprost zabrania użytku komercyjnego i tworzenia oprogramowania FLOSS (jeden z warunków licencji mówi o tym, że licencja programu stworzonego przy użyciu Rotor nie może być słabsza niż oryginalna Shared Source).
Te ograniczenia często przeszkadzają programistom (zarówno ze względów ideologicznych, jak i praktycznych), stąd popularność platformy Mono, stworzonej przez Novell, już bez tych ograniczeń.